# Bhaganpur
Bhaganpur – gaun wikas samiti we wschodniej części Nepalu w strefie Sagarmatha w dystrykcie Siraha. Według nepalskiego spisu powszechnego z 2001 roku liczył on 544 gospodarstw domowych i 3399 mieszkańców (1698 kobiet i 1701 mężczyzn).